# 名鉄DB75形ディーゼル機関車
名鉄DB75形ディーゼル機関車（めいてつDB75がたディーゼルきかんしゃ）は、かつて名古屋鉄道で運用されたディーゼル機関車である。2両（75・76）が存在した。

## 概要
日本車輌製造製の小型ディーゼル機関車で、L字形車体の15t車である。ともに私有車で車両の車籍は名古屋鉄道であった。
DB75は1963年（昭和38年）製で所有権は名古屋パルプ。広見線可児川駅から伸びる同社専用線で運用されたが、専用線廃止により1982年（昭和57年）7月に廃車。その後は小西砕石に移り、高山本線坂祝駅の専用線で運用された。
DB76は1969年（昭和44年）製で所有権はユニチカ。DB5形に代わり挙母線大樹寺駅から伸びる同社岡崎工場専用線で運用されたが、1971年（昭和46年）10月に岡多線岡崎駅 - 北岡崎駅間のユニチカ岡崎工場向けの輸送が開始したのに伴い廃車された。廃車後は日本通運に売却され、笠寺駅の専用線で使用された。